# Rayssac
Rayssac – miejscowość i gmina we Francji, w regionie Oksytania, w departamencie Tarn.
Według danych na rok 1990 gminę zamieszkiwało 310 osób, a gęstość zaludnienia wynosiła 10 osób/km² (wśród 3020 gmin regionu Midi-Pireneje Rayssac plasuje się na 757. miejscu pod względem liczby ludności, natomiast pod względem powierzchni na miejscu 284.).